# یخچال طبیعی فرانتس یوزف
یخچال طبیعی فرانتس یوزف (به لاتین: Franz Josef Glacier) یک یخچال طبیعی در نیوزیلند است که در وست کوست، نیوزیلند واقع شده‌است.